# Igreja de Nossa Senhora da Boa Fé
Igreja de Nossa Senhora da Boa Fé, ou Igreja Paroquial de Boa Fé, é uma igreja situada em Nossa Senhora da Boa Fé, freguesia de São Sebastião da Giesteira e Nossa Senhora da Boa Fé, no município de Évora, em Portugal.
Foi remodelada nos séculos XVII e XVIII. Possui um portal manuelino e é constituída por apenas uma nave, com as paredes forradas a azulejos do século XVIII. A fachada possui elementos decorativos regionais.
Foi classificada como Imóvel de Interesse Público em 1986.

## Galeria

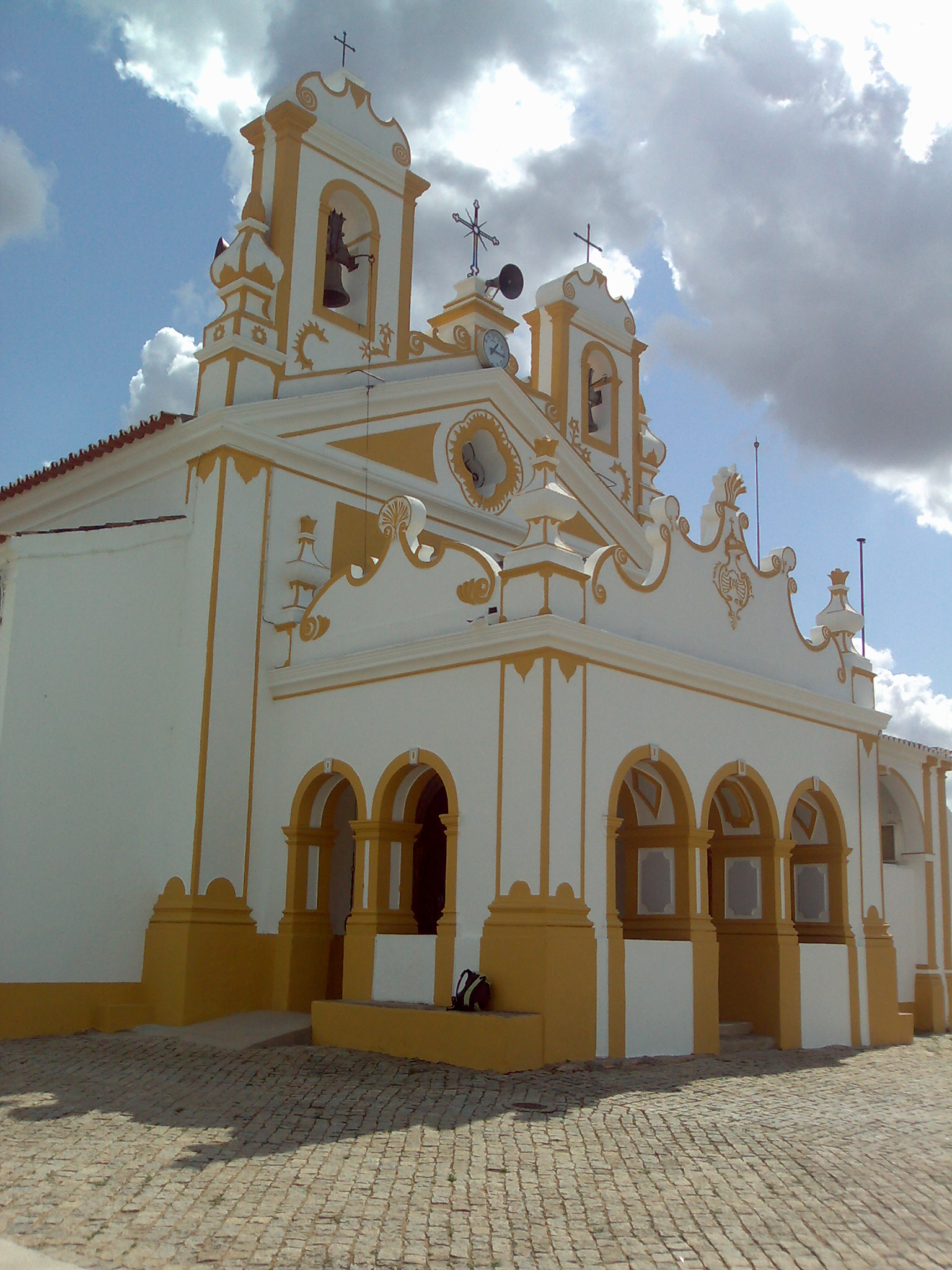
Vista lateral
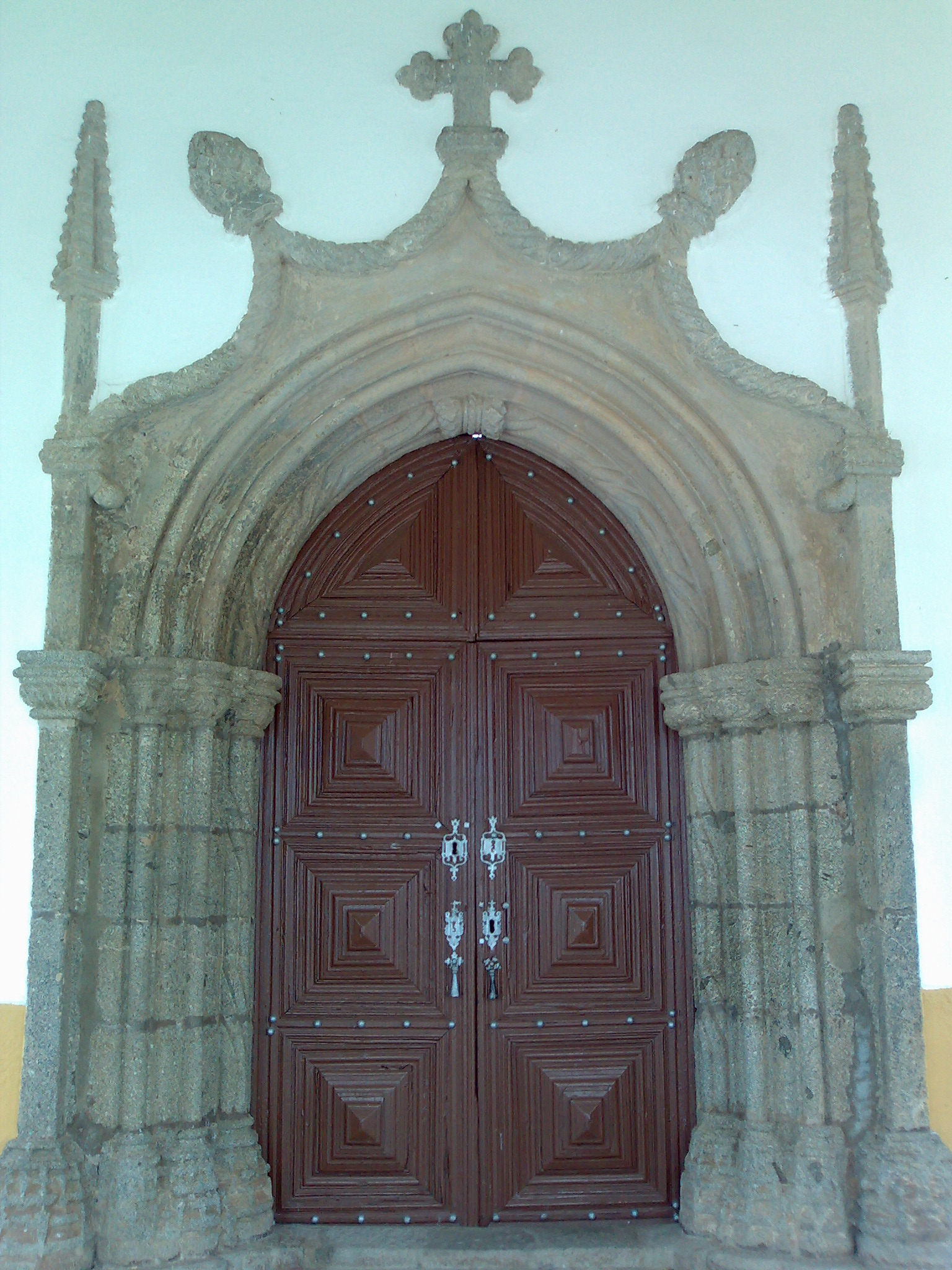
Portal manuelino